# ۱۶۴۲ تپه
سیارک ۱۶۴۲ (به انگلیسی: 1642 Hill، نامگذاری:1951RU) هزار و ششصد و چهل و دومین سیارک کشف شده‌است که در ۴ سپتامبر ۱۹۵۱ و در هایدلبرگ کشف شد.
قدر مطلق سیارک برابر ۱۰٫۵۰ است.